# 토요일은 밥이 좋아
《토요일은 밥이 좋아》는 2021년 11월 13일부터 2024년 7월 27일까지 E채널에서 방송되는 요리 전문 예능 프로그램이다.

## 기획 의도
'먹는 것에 진심'인 스타들이 모여 숨겨진 로컬 맛집을 찾아 떠나는 '리얼 로드 먹방 버라이어티'.

## 방송 시간
| 방송 채널 | 방송 기간                          | 방송 시간                       |
| --------- | ---------------------------------- | ------------------------------- |
| E채널     | 2021년 11월 13일 ~ 2024년 7월 27일 | 토요일 저녁 5시 00분 ~ 6시 40분 |

## 출연자

### 고정 멤버
- 박광재 (106회 ~ 131회)
- 이대호 (106회 ~ 131회)
- 히밥 (1회 ~ 131회)

### 이전 고정 멤버
- 신기루 (1회 ~ 8회)
- 이진혁 (1회 ~ 8회)
- 노사연 (1회 ~ 79회)
- 박명수 (1회 ~ 79회)
- 김종민 (9회 ~ 79회)
- 김숙 (82회 ~ 105회)
- 박나래 (82회 ~ 105회)
- 현주엽 (9회 ~ 121회)

## 에피소드 목록

### 2021년
| 회차 | 방송일    | 장소            | 대표 메뉴                                | 게스트 |
| ---- | --------- | --------------- | ---------------------------------------- | ------ |
| 1회  | 11월 13일 | 충청남도 홍성군 | 건복어탕, 경양식돈까스, 소머리국밥       |        |
| 2회  | 11월 20일 | 충청남도 홍성군 | 한우불고기, 굴칼국수, 치킨               |        |
| 3회  | 11월 27일 | 전라북도 고창군 | 백합정식, 한우된장샤브샤브, 참게장       |        |
| 4회  | 12월 4일  | 전라북도 고창군 | 풍천장어구이, 꼬리곰탕, 감베로니스파게티 |        |
| 5회  | 12월 11일 | 강원도 양양군   | 뚜거리탕, 수제버거, 한우송이버섯불고기   |        |
| 6회  | 12월 18일 | 강원도 양양군   | 물회, 닭강정, 막국수                     |        |
| 7회  | 12월 25일 | 경기도 화성시   | 중화요리, 분식, 도토리묵밥               |        |

### 2022년
| 회차 | 방송일    | 장소                                                      | 대표 메뉴                                                      | 게스트 | 비고        |
| ---- | --------- | --------------------------------------------------------- | -------------------------------------------------------------- | ------ | ----------- |
| 8회  | 1월 1일   | 경기도 화성시                                             | 아귀탕, 랍스터 철판구이, 봉골레 파스타                         |        |             |
| 9회  | 2월 26일  | 인천광역시 강화군                                         | 꽃게탕, 황해도식 냉면, 약쑥한우구이                            |        |             |
| 10회 | 3월 5일   | 인천광역시 강화군                                         | 젓국갈비, 이북식 만둣국, 병어찜                                |        |             |
| 11회 | 3월 12일  | 경기도 가평군                                             | 한우 숯불불고기, 육개장 칼국수, 장어전골                       |        |             |
| 12회 | 3월 19일  | 경기도 가평군                                             | 순대국밥, 닭볶음탕, 숯불삼겹살                                 |        |             |
| 13회 | 3월 26일  | 충청남도 예산군                                           | 중화요리, 어죽, 한우 양념갈비                                  |        |             |
| 14회 | 4월 2일   | 충청남도 예산군                                           | 육쪽마늘빵, 보쌈, 한우갈비                                     |        |             |
| 15회 | 4월 9일   | 경기도 수원시                                             | 돈카츠, 생태찌개, 딸기생크림케이크                             |        |             |
| 16회 | 4월 16일  | 경기도 수원시                                             | 수원왕갈비, 타코, 간장 양념게장                                |        |             |
| 17회 | 4월 23일  | 제주도                                                    | 보말죽, 베이커리, 흑우코스요리                                 |        |             |
| 18회 | 4월 30일  | 제주도                                                    | 흑돼지구이, 갈치조림, 메밀놈삐국                               |        |             |
| 19회 | 5월 7일   | 충청남도 보령시                                           | 주꾸미샤부샤부, 마들렌, 묵은지오겹살구이                       | 조나단 | 히밥 불참   |
| 20회 | 5월 14일  | 충청남도 보령시                                           | 피자돈가스, 키조개 칼국수, 곱창전골                            | 조나단 | 히밥 불참   |
| 21회 | 5월 21일  | 경상북도 문경시                                           | 화덕피자, 약돌돼지, 수제 도넛                                  |        |             |
| 22회 | 5월 28일  | 경상북도 문경시                                           | 삼계탕, 골뱅이국, 한우갈빗살                                   |        |             |
| 23회 | 6월 4일   | 부산광역시 기장군                                         | 아귀찜 수육, 소금빵, 철마 한우                                 |        |             |
| 24회 | 6월 11일  | 부산광역시 기장군                                         | 밀면, 소갈비찜, 붕장어                                         |        |             |
| 25회 | 6월 18일  | 강원도 춘천시                                             | 김치찌개, 통갈매기살, 소프트 아이스크림                        |        |             |
| 26회 | 6월 25일  | 강원도 춘천시                                             | 철판닭갈비, 평양냉면, 한우양념등심                             |        |             |
| 27회 | 7월 2일   | 경기도 김포시                                             | 이탈리아 가정식, 주꾸미볶음, 치킨                              |        |             |
| 28회 | 7월 9일   | 경기도 김포시                                             | 돼지갈비, 숯불생선구이, 떡볶이                                 |        |             |
| 29회 | 7월 16일  | 서울특별시 강남구                                         | 카이센동, 등심 부대찌개, 샤토브리앙 - 서울특별시 강남구 제1차  | 정준하 |             |
| 30회 | 7월 23일  | 서울특별시 강남구                                         | 라멘, 양갈비, 수제버거 - 서울특별시 강남구 제2차               |        |             |
| 31회 | 7월 30일  | 서울특별시 마포구                                         | 장폭팔보채, 오므라이스, 한우 다이닝 - 서울특별시 마포구 제1차  |        |             |
| 32회 | 8월 6일   | 서울특별시 종로구 서울특별시 마포구                       | 인도커리, 딤섬, 냉동삼겹살 - 서울특별시 마포구제2차            |        |             |
| 33회 | 8월 13일  | 전라북도 군산시                                           | 감자탕, 프랑스 디저트, 닭볶음탕                                |        |             |
| 34회 | 8월 20일  | 전라북도 군산시                                           | 한우떡갈비, 물메기탕, 콤비네이션 피자                          |        |             |
| 35회 | 8월 27일  | 경상북도 경주시                                           | 매운 등갈비찜, 온쫄면, 한우 갈빗살                             | 빽가   | 김종민 불참 |
| 36회 | 9월 3일   | 경상북도 경주시                                           | 망고빙수, 한우물회, 텐동                                       | 빽가   | 김종민 불참 |
| 37회 | 9월 10일  | 서울특별시 서초구                                         | 팟타이, 마라 생선찜, 스테이크 - 서울특별시 서초구 제1차        | 홍석천 |             |
| 38회 | 9월 17일  | 서울특별시 서초구                                         | 바게트 샌드위치, 빠에야, 파인 다이닝 - 서울특별시 서초구 제2차 |        |             |
| 39회 | 9월 24일  | 강원도 속초시                                             | 홍게 라면, 홍게 샌드위치, 가자미 조림                          |        |             |
| 40회 | 10월 1일  | 강원도 속초시                                             | 오징어순대, 회국수, 알리오 올리오 파스타                       |        |             |
| 41회 | 10월 8일  | 서울특별시 서대문구 서울특별시 영등포구 서울특별시 용산구 | 퓨전 일식, 동태찌개, 된장밥 - 서울특별시 특집                  |        |             |
| 42회 | 10월 15일 | 서울특별시 영등포구 서울특별시 용산구 서울특별시 강남구   | 특양구이, 사천중화요리, 성게알육회 - 서울특별시 특집           |        |             |
| 43회 | 10월 22일 | 경상남도 창원시                                           | 아귀 불고기, 전복 리소토, 석쇠불고기                           |        |             |
| 44회 | 10월 29일 | 경상남도 창원시                                           | 미더덕 비빔밥, 돼지 특수부위, 베이커리 카페                    |        |             |
| 45회 | 11월 5일  | 전라남도 담양군                                           | 담양 떡갈비, 복숭아요거트 크레페, 굴비구이                     |        |             |
| 46회 | 11월 12일 | 전라남도 담양군                                           | 돼지국밥, 라따뚜이, 참게탕                                     |        |             |
| 47회 | 11월 19일 | 제주도                                                    | 고기국수, 고등어참깨 소바, 오메기떡, 접짝뼈국                  |        |             |
| 48회 | 11월 26일 | 제주도                                                    | 각재기국, 버거스테이크, 흑돼지 뼈삼겹                          |        |             |
| 49회 | 12월 3일  | 경상북도 안동시                                           | 안동찜닭, 간고등어, 당근케이크                                 |        |             |
| 50회 | 12월 10일 | 경상북도 안동시                                           | 매운탕, 안동국밥, 안동갈비                                     |        |             |
| 51회 | 12월 17일 | 전라북도 전주시                                           | 청국장, 물갈비, 스테이크피자                                   | 정호영 | 노사연 불참 |
| 52회 | 12월 24일 | 전라북도 전주시                                           | 콩나물국밥, 병어찜, 연탄불고기                                 | 정호영 | 노사연 불참 |
| 53회 | 12월 31일 | 인천광역시                                                | 숯불생갈비, 옛날짜장면, 한우수육 육개장                        |        |             |

### 2023년
| 회차 | 방송일   | 장소                                                    | 대표 메뉴                                                                               | 게스트 | 비고                      |
| ---- | -------- | ------------------------------------------------------- | --------------------------------------------------------------------------------------- | ------ | ------------------------- |
| 54회 | 1월 7일  | 인천광역시                                              | 떡만둣국, 고추짬뽕, 오리 불고기                                                         |        |                           |
| 55회 | 1월 14일 | 경기도 군포시                                           | 고추장 숯불구이, 갈레트 & 트라이플, 숙성 등심                                           |        |                           |
| 56회 | 1월 21일 | 경기도 군포시                                           | 쌀국수 & 반쎄오, 된장박이 삼겹, 닭볶음탕                                                |        |                           |
| 57회 | 1월 28일 | 경기도 시흥시                                           | 굴림만두전골, 초밥, 숙성 삼겹살                                                         |        |                           |
| 58회 | 2월 4일  | 경기도 시흥시                                           | 등갈비, 보일링 랍스터, 칼제비                                                           |        |                           |
| 59회 | 2월 11일 | 충청남도 예산군                                         | 한우 양념갈비, 오픈 샌드위치, 낙지전골 & 볶음                                           |        |                           |
| 60회 | 2월 18일 | 충청남도 예산군                                         | 산채 정식, 생크림 케이크, 광시 한우                                                     |        |                           |
| 61회 | 2월 25일 | 서울특별시 용산구 서울특별시 성동구                     | 캐주얼 한식, 수플레 팬케이크, 살치살 주물럭 - 서울특별시 용산구 제1차                   | 김남희 |                           |
| 62회 | 3월 4일  | 서울특별시 용산구 서울특별시 성동구                     | 트러플 버섯솥밥, 파블로바, 흑돼지 스테이크 - 서울특별시 용산구 제2차                    |        |                           |
| 63회 | 3월 11일 | 충청남도 천안시                                         | 왕특대 간장게장, 한우 불고기 & 탕반, 파스타, 군만두                                     | 한해   |                           |
| 64회 | 3월 18일 | 충청남도 천안시                                         | 숯불갈비, 삼겹살 & 김치찌개, 오마카세, 아인슈페너, 치킨                                 | 한해   |                           |
| 65회 | 3월 25일 | 대전광역시                                              | 두부 두루치기, 옛날 돈가스, 삼겹살 & 볶음밥                                             |        |                           |
| 66회 | 4월 1일  | 대전광역시                                              | 안창살구이 & 탕국, 쁘띠갸또, 소갈비 짬뽕, 알짬뽕,                                       |        |                           |
| 67회 | 4월 8일  | 강원도 평창군                                           | 한우 숯불구이, 오삼 불고기, 황태구이 정식, 공이 메밀국수                                |        |                           |
| 68회 | 4월 15일 | 강원도 평창군                                           | 메밀 닭강정, 비프버거, 묵은지 목살찌개, 오리구이, 부추 탕수육 & 짜장밥, 옹심이 & 감자전 |        |                           |
| 69회 | 4월 22일 | 부산광역시 해운대구                                     | 해물장, 토리 & 안심 카츠, 한우 양념갈비                                                 |        |                           |
| 70회 | 4월 29일 | 부산광역시 해운대구                                     | 장어덮밥, 스튜, 오리백숙                                                                |        |                           |
| 71회 | 5월 6일  | 서울특별시 강남구 서울특별시 동대문구 서울특별시 마포구 | 흑돼지 냉동삼겹살구이, 뼈구이, 야키토리 - 서울특별시 3미 특집                           |        |                           |
| 72회 | 5월 13일 | 서울특별시 강남구 서울특별시 동대문구 서울특별시 마포구 | 제주 흑돼지, 숙성회, 모둠전 - 서울특별시 3미 특집                                       |        |                           |
| 73회 | 5월 20일 | 인천광역시                                              | 설렁탕, 스지탕, 토시살, 더덕구이, 떡볶이, 쫄면, 삼치구이                                |        |                           |
| 74회 | 5월 27일 | 인천광역시                                              | 생대구탕, 불고기 백반, 밴댕이 회무침, 청국장                                            |        |                           |
| 75회 | 6월 3일  | 제주도                                                  | 성게보말죽, 묵은지 고등어쌈밥, 옥돔구이, 흑돼지 양념갈비                                |        |                           |
| 76회 | 6월 10일 | 제주도                                                  | 은갈치조림, 천혜향 빵 & 비양봉 무스, 고등어회                                           |        |                           |
| 77회 | 6월 17일 | 강원도 강릉시                                           | 화덕생선구이, 가지마 물회, 스웨디시 미트볼, 초당 순두부 전골                            |        |                           |
| 78회 | 6월 24일 | 강원도 속초시                                           | 차돌 두루치기, 로제 떡볶이, 명란 치즈 바게트, 대게                                      |        |                           |
| 79회 | 7월 1일  | 경기도 용인시 경기도 화성시                             | 우대갈비, 차돌 짬뽕, 불닭발 쟁반짜장, 대물 장어구이                                     |        |                           |
| 80회 | 7월 8일  | 경기도 용인시                                           | YBD어깨꽃살, 훠궈 & 양꼬치, 크림 콩국수                                                 |        | 박명수 노사연 김종민 하차 |
| 81회 | 7월 15일 | 경기도 용인시                                           | 소바 & 덴푸라, 꼬막 한정식, 낙지볶음 & 연포탕                                           |        |                           |
| 82회 | 7월 29일 | 서울특별시 은평구 경기도 파주시                         | 돼지갈비, 부대찌개, 수제 햄버거                                                         |        | 김숙 박나래 합류          |
| 83회 | 8월 5일  | 경기도 파주시                                           | 돼지 파불고기, 쌀국수, 뿌팟퐁커리, 숙성 암소한우                                        |        |                           |
| 84회 | 8월 12일 | 인천광역시 연수구                                       | 프랑스 요리, 묵은지 김치찜                                                              |        |                           |
| 85회 | 8월 19일 | 인천광역시 연수구                                       | 백합 칼국수, 차돌 수제비, 한우 생 곱창                                                  |        |                           |
| 86회 | 8월 26일 | 경상남도 김해시                                         | 한식 파인다이닝, 한우 불고기                                                            |        |                           |
| 87회 | 9월 2일  | 경상남도 김해시                                         | 한치 가자미 물회, 듀록 삼겹살, 훈제 폭립, 생갈비 김치찌개                               |        |                           |
| 88회 | 9월 9일  | 충청북도 제천시                                         | 활복 맑은탕, 복어 튀김 회 수육, 울금 떡갈비,                                            |        |                           |
| 89회 | 9월 16일 | 충청북도 제천시                                         | 묵은지 더덕무침 삼겹살, 닭볶음탕 칼국수 만둣국                                          |        |                           |
| 90회 | 9월 23일 | 경기도 하남시 경기도 남양주시                           | 육해공 바비큐, 잔치 비빔 콩 칼국수                                                      |        |                           |
| 91회 | 9월 30일 | 경기도 하남시                                           | 한정식, 마라탕                                                                          |        |                           |

## 편성 변경 안내
- 2022년 10월 8일 ~ 2022년 10월 15일 : 40, 41회 편성이 예정되었던 경상남도 창원시편은
- 14호 태풍 난마돌의 영향으로 녹화가 연기되어, 서울에서 출연자 단골 맛집으로 변경되었다.
- 2023년 7월 8일 ~ 2023년 7월 15일 : 개편으로 인한 히밥과 현주엽이 출연하는 스핀오프가 방송된다.
- 2023년 7월 22일 : 개편으로 인한 결방.
- 2024년 1월 13일 ~ 2024년 1월 20일 : 개편으로 인한 결방.